# Hammad Miah
Hammad Miah (Londres, 6 de julio de 1993) es un jugador de snooker inglés.

## Biografía
De raíces bangladesíes, nació en Londres en 1993 y se crio en Hertford. Es jugador profesional de snooker desde 2013. No se ha proclamado campeón de ningún torneo de ranking, y su mayor logro hasta la fecha fue alcanzar los octavos de final en dos ocasiones, a saber: las del Paul Hunter Classic de 2018, en las que se vio superado (1-4) por Kyren Wilson, y las del Abierto Británico de 2021, en las que cayó (0-3) ante David Gilbert. Tampoco ha logrado hilar ninguna tacada máxima, y la más alta de su carrera está en 142.